# Heavy Metal Breakdown
 (décembre 2024).
Si vous disposez d'ouvrages ou d'articles de référence ou si vous connaissez des sites web de qualité traitant du thème abordé ici, merci de compléter l'article en donnant les références utiles à sa vérifiabilité et en les liant à la section « Notes et références ».
Albums de Grave Digger
Witch Hunter
(1985)
Heavy Metal Breakdown est le premier album du groupe de heavy metal allemand Grave Digger, sorti en 1984

## Titres
1. "Headbanging Man" - 3:37
2. "Heavy Metal Breakdown" - 3:42
3. "Back From The War" - 5:35
4. "Yesterday" - 5:07
5. "We Wanna Rock You" - 4:17
6. "Legion Of The Lost" - 4:54
7. "Tyrant" - 3:18
8. "2000 Light Years from Home (Jagger/Richards)" - 2:54
9. "Heart Attack" - 3:17

## Formation
- Chris Boltendahl - Chants
- Peter Masson - Guitares
- Willi Lackman - Basse
- Albert Eckardt - Batterie